# Литвинівка (Полтавський район)
Литви́нівка — село в Україні, у Решетилівській міській громаді Полтавського району Полтавської області. Населення становить 251 осіб. До 2020 орган місцевого самоврядування — Демидівська сільська рада.

## Географія
Село Литвинівка знаходиться на правому березі річки Вільхова Говтва, яка через 6 км впадає в річку Говтва, вище за течією примикає село Демидівка, нижче за течією на відстані 2,5 км розташоване село Шкурупіївка, на протилежному березі — село Пустовари. Річка в цьому місці звивиста, утворює лимани, стариці та заболочені озера.

## Історія
12 червня 2020 року, відповідно до розпорядження Кабінету Міністрів України № 721-р «Про визначення адміністративних центрів та затвердження територій територіальних громад Полтавської області», село увійшло до складу Решетилівської міської громади.
19 липня 2020 року, в результаті адміністративно - територіальної реформи та ліквідації Решетилівського району, село увійшло до складу новоутвореного Полтавського району Полтавської області.

## Відомі люди

### Народились
- Нетеса Роман Валентинович (1997-2017) — старший солдат Збройних сил України, учасник російсько-української війни[3].